# モンティチェッリ・パヴェーゼ
モンティチェッリ・パヴェーゼ（伊: Monticelli Pavese）は、イタリア共和国ロンバルディア州パヴィーア県にある、人口約600人の基礎自治体（コムーネ）。

## 地理

### 位置・広がり

#### 隣接コムーネ
隣接するコムーネは以下の通り。括弧内のPCはピアチェンツァ県、LOはローディ県所属を示す。
- バディーア・パヴェーゼ
- カレンダスコ (PC)
- キニョーロ・ポー
- オーリオ・リッタ (LO)
- ピエーヴェ・ポルト・モローネ
- ロットフレーノ (PC)
- サルマト (PC)

### 気候分類・地震分類
気候分類では、zona E, 2649 GGに分類される。
また、イタリアの地震リスク階級 (it) では、zona 3 (sismicità bassa) に分類される
。

## 行政

### 分離集落
モンティチェッリ・パヴェーゼには、以下の分離集落（フラツィオーネ）がある。
- Bosco Soncina, Cantarana, Nizzolaro